# 58214 Amorim
58214 Amorim è un asteroide della fascia principale. Scoperto nel 1992, presenta un'orbita caratterizzata da un semiasse maggiore pari a 2,8465207 UA e da un'eccentricità di 0,1588498, inclinata di 14,38730° rispetto all'eclittica.